# Communicability Evaluation Method
Il Communicability Evaluation Method (in italiano: Metodo di valutazione della comunicabilità) o in sigla CEM è un metodo dell'ingegneria semiotica che valuta la qualità di comunicazione del progettista che ha creato l'interfaccia di comunicazione nei confronti degli utenti .

## Fasi
- Preparazione del test
- Applicazione del test
- Etichettatura o tagging
- Interpretazione
- Profilo semiotico